# Gavião-do-banhado
O gavião-do-banhado, gavião-do-mangue ou tartaranhão-do-brejo (nome científico: Circus buffoni) é um gavião paludícola da família dos acipitrídeos (Accipitridae). Essa espécie de ave de rapina é endêmica da América do Sul. Seu alcance abrange a maior parte da América do Sul, em pastagens e zonas úmidas em todo o continente. É uma ave carnívora e se alimentará de muitos animais diferentes encontrados em seu habitat. Como as corujas, o gavião-do-banhado tem um disco facial distinto, que é usado para triangular a audição do pássaro enquanto está caçando.

## Taxonomia
O gavião-do-banhado é classificado no gênero Circus ao lado de outras 15 espécies, e está mais intimamente relacionado com o gavião-cinza (Circus cinereus), que é a única outra espécie do gênero nativa da América do Sul. O nome do gênero, escrito pelo naturalista francês Bernard Germain de Lacépède, pode ser traduzido do grego antigo kirkos, que significa círculo. Isso se refere à estratégia de caça de voar em grandes círculos para localizar suas presas. O epíteto específico buffoni, homenageando o naturalista francês e diretor do Jardim das Plantas de Paris, Georges-Louis Leclerc, conde de Buffon, foi cunhado pela primeira vez pelo naturalista alemão Johann Friedrich Gmelin em 1788, quando a espécie foi erroneamente classificada sob o gênero Falco.

## Descrição
O gavião-do-banhado mede entre 46 e 60 centímetros de comprimento (com registro de 51,5 cm em algumas fontes), apresentando envergadura entre 119 e 155 centímetros. Os machos pesam de 390 a 464 gramas, e as fêmeas, entre 400 e 645 gramas — geralmente 4% maiores, podendo a maior fêmea superar em até 30% o menor macho. Há evidência de variação clinal de tamanho, com indivíduos maiores nas regiões mais ao sul da distribuição. Estruturalmente, assemelha-se ao gavião-do-banhado-cinzento (Circus cinereus), embora suas áreas de ocorrência não se sobreponham no Peru. Destaca-se pelas asas longas, cauda estreita, comprida e arredondada, e por manter as asas ligeiramente erguidas em forma de "V" durante o voo de patrulha, o que proporciona um voo gracioso e flutuante em comparação a outras espécies do gênero. Sua cauda tem faixas escuras.
O gavião-do-banhado apresenta duas formas distintas de plumagem: uma forma clara (ou típica) e uma forma escura (melanística), esta última relativamente comum no norte da distribuição e na Argentina central. O macho adulto da forma clara tem dorso, cabeça e faixa peitoral pretos, com garganta branca e sobrancelha bem marcada; peito e ventre são brancos com manchas escuras, especialmente nos flancos. As asas superiores têm coberteiras cinza-prateadas e penas de voo barradas de preto, com pontas negras; a cauda é cinza com ponta branca e várias faixas escuras. A fêmea é semelhante, porém com coloração marrom-escura no dorso, garganta salpicada de castanho e estrias marrons no ventre; as coxas variam entre o castanho e o bege. Já o adulto da forma escura possui plumagem inteiramente preta-fuliginosa, com uropígio branco barrado e, por vezes, ventre castanho. As asas e a cauda mantêm o mesmo padrão da forma clara. O bico é preto, a cera azul-acinzentada, os olhos variam entre amarelos e castanho-avermelhados (nas fêmeas), e as pernas são amarelo-alaranjadas pálidas.
Os imaturos da forma clara lembram as fêmeas adultas, mas apresentam estrias marrons mais largas nas partes inferiores, olhos castanhos ou amarelados (nos machos jovens), e coloração geral acinzentada com tons ferrugíneos no dorso. Já o juvenil da forma escura é predominantemente marrom-escuro na parte superior, com bordas ruivas nas penas, e ventre irregularmente estriado de branco e fuligem; coxas e região cloacal são ruivas. Diferente dos adultos, não apresentam a mancha branca no uropígio. Essas variações refletem a complexidade morfológica da espécie, importante para sua identificação em campo em diferentes regiões de sua ampla distribuição. Faz parte do único grupo de ave de rapina diurna que possui um disco facial. O disco facial é formado por um grupo de penas facilmente reconhecíveis que formam uma forma de disco ao redor do rosto da ave. Essas penas podem ser levantadas em resposta a sons e podem melhorar a audição da ave quando está caçando, triangulando sons em seus ouvidos.

## Habitat e distribuição
O gavião-do-banhado habita planícies tropicais de terras baixas, campos abertos, pântanos, pradarias, savanas, brejos, áreas cultivadas como arrozais e plantações de trigo, e campos de cerrado, geralmente em áreas moderadamente úmidas. Prefere pastagens naturais para nidificação e frequenta também grandes pântanos, pequenas lagoas com vegetação emergente e outras áreas abertas cultivadas. Fora da estação reprodutiva, pode ser observado em regiões mais secas e próximas a áreas arborizadas. A espécie é geralmente encontrada abaixo de 690 a 700 metros de altitude, sendo rara em altitudes superiores, mas há registros em altitudes que variam de 300 até dois mil metros, dependendo da região, como na Argentina e na Colômbia.
A espécie ocorre no leste do Chile, Argentina, Uruguai, Brasil e Paraguai, e se estende até a Colômbia, Venezuela e as pontas norte da Guiana, Suriname e Guiana Francesa e em Trindade. No Brasil, em particular, ocorre principalmente na região Sul, mas também no Centro-Oeste, no Sudeste e, localmente, na Amazônia e no Nordeste, nos biomas da Amazônia, Cerrado, Mata Atlântica, Pampa e Pantanal dos estados de Amapá, Bahia, Distrito Federal, Espírito Santo, Goiás, Maranhão, Mato Grosso, Mato Grosso do Sul, Minas Gerais, Paraná, Pará, Rio Grande do Sul, Rio de Janeiro, Rondônia, Roraima, Santa Catarina, São Paulo e Tocantins.
Em termos hidrográficos, ocorre nas bacias do Araguaia, do Contas, do Doce, da Foz Amazonas, do Grande, do Guaíba, do Ibicuí, do Iguaçu, do Itapecuru, do Paraguaçu, do Jequitinhonha, do litoral do Amapá, Bahia, Espírito Santo, Rio de Janeiro, Rio Grande do Sul, São Paulo, Paraná e Santa Catarina, do Madeira, do Mearim, do Negro, do Paraguai 01, 02 e 03, do Paranapanema, do Paranaíba, do Paraná RH1, do Paraíba do Sul, do Alto e Médio São Francisco, do Tapajós, do Tietê, do Alto Tocantins e do Alto e Médio Uruguai.

### Áreas migratórias
O gavião-do-banhado é migratório, pelo menos nas populações mais ao sul, embora os dados ainda sejam insuficientes para avaliar seu status (residente, migratório ou invernante) em toda a distribuição brasileira. Foi registrado recentemente muito tarde na primavera austral em Rondônia. No sudeste do Peru, é considerado um visitante muito raro, presumivelmente como migrante de inverno austral. Na Bolívia, presume-se que se reproduza na planície beniana, no sul de Beni, embora possa ser apenas um visitante mais ao norte e oeste do país, como em Santa Cruz de Pando, havendo ainda alguma evidência de passagem por Santa Cruz entre outubro e novembro. Mais ao sul, na província de Buenos Aires, na Argentina, também foi observada passagem migratória, com pico no início de outubro. Acredita-se que as aves do norte da América do Sul sejam todas migrantes provenientes do sul; no entanto, o registro de reprodução em Trindade — onde ocorre principalmente entre dezembro e agosto — e os registros de alimentação no Suriname sugerem que algumas populações podem se reproduzir em habitats apropriados nessa região. Registros isolados da encosta do Pacífico no sudoeste da Colômbia e no Chile indicam que a espécie pode ocasionalmente cruzar os Andes. Também é visitante ocasional da província de Santa Cruz, no sul da Argentina, da Terra do Fogo, e foi recentemente registrado nas ilhas Malvinas e Panamá.

## Comportamento

### Dieta

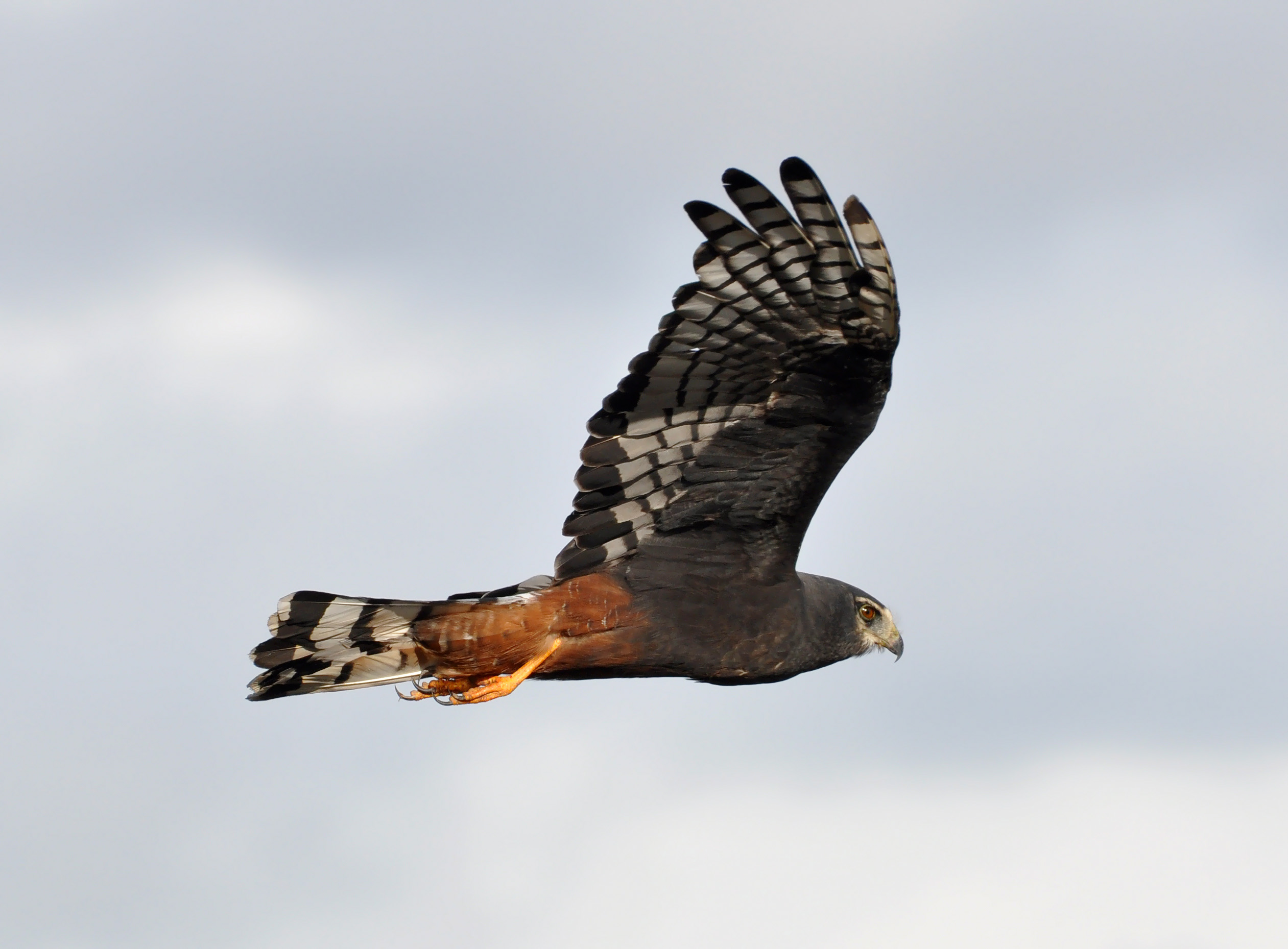
Espécime macho, morfo escuro, avistado em julho de 2010 no Rio Grande do Sul, Brasil

O gavião-do-banhado é carnívoro, como todos os membros da família dos acipitrídeos, alimentando-se de uma grande variedade de presas em função de sua ampla distribuição. Sua dieta inclui pequenos mamíferos — como porquinhos-da-índia do gênero Cavia —, anfíbios, répteis (especialmente lagartos), aves aquáticas e terrestres, incluindo pequenos representantes da família dos ralídeos (Rallidae). No [Suriname, os mamíferos parecem constituir sua principal presa, mas também já foram observados indivíduos alimentando-se de ovos em viveiros de garças e removendo um ninho inteiro de um tirano-d'água (Fluvicola, tiranídeos). Caça durante o dia, entre o nascer e o pôr do sol. Ela é realizada em campo aberto, geralmente a menos de cinco metros do solo, no estilo característico dos gaviões do gênero Circus.
Sua estratégia difere bastante da de outros gaviões que compartilham o mesmo habitat, como o gavião-carijó (Rupornis magnirostris): em vez de usar poleiros altos para detectar presas, o gavião-do-banhado costuma patrulhar lentamente em grandes círculos, utilizando sua visão e audição aguçadas para localizar o alimento. Uma vez localizada a presa, lança-se sobre ela para capturá-la com as garras. Durante a estação reprodutiva, ambos os parceiros realizam a transferência aérea da presa em voo: a fêmea voa ligeiramente mais abaixo e atrás do macho, que deixa a presa cair para que ela a apanhe com as garras. Durante a caça, voa baixo sobre o solo, com voo lento, batidas de asas contínuas e ocasionais planeios. Pode voar de um lado para o outro com a cabeça voltada para baixo enquanto procura por presas.

### Reprodução
O gavião-do-banhado nidifica no solo, entre gramíneas e juncos, construindo geralmente uma plataforma feita desses materiais, que pode estar diretamente no chão, entre juncos, ou até três metros acima dele. Em alguns casos, os ninhos são localizados sobre água parada com até 75 centímetros de profundidade. Medem entre 40 e 65 centímetros de largura e de 10 a 30 centímetros de profundidade. A época de reprodução varia ao longo da distribuição da espécie, mas ocorre principalmente durante os meses de verão, entre setembro e janeiro. No centro da Argentina, o período reprodutivo vai de setembro a janeiro; em Trindade, há registros de ovos em junho; e na Colômbia, uma possível construção de ninho foi observada em agosto. No Suriname, a reprodução ocorre entre dezembro e janeiro. Nos pampas da Argentina, os ninhos costumam ser construídos entre setembro e outubro, em pradarias próximas a corpos d’água. As posturas variam de dois a quatro ovos por ninho, com três a quatro ovos registrados na Argentina e dois em Trindade. Na Argentina, também foram encontrados ovos da marreca-de-cabeça-preta (Heteronetta atricapilla), um parasita de ninhada, em ninhos desta espécie.

### Vocalização
O gavião-do-banhado é geralmente silencioso quando está longe do ninho, mas torna-se vocal em situações de alarme ou defesa do ninho, emitindo uma série rápida de notas agudas, descritas como um tagarelar semelhante ao de uma pernalta. Durante o cortejo ou ao solicitar alimento, pode vocalizar um guincho lamentoso dissilábico.

## Conservação
Embora a população da espécie esteja em declínio, a distribuição ampla do gavião-do-banhado permite que seja classificado como espécie de 'menor preocupação' pela Lista Vermelha da União Internacional para a Conservação da Natureza (UICN / IUCN). Também consta no apêndice II da Convenção sobre o Comércio Internacional das Espécies da Fauna e da Flora Silvestres Ameaçadas de Extinção (CITES). Seu declínio populacional foi atribuído à degradação de seu habitat, principalmente zonas úmidas, devido à drenagem, poluição e outros fatores antrópicos. Nenhum esforço de conservação está atualmente em ação em relação ao gavião-do-banhado como uma espécie individual, mas sua distribuição perpassa vários locais de conservação e áreas protegidas. Em 2005, foi classificado como vulnerável na Lista de Espécies da Fauna Ameaçadas do Espírito Santo; em 2014, como em perigo no Livro Vermelho da Fauna Ameaçada de Extinção no Estado de São Paulo; e em 2018 como pouco preocupante na Lista Vermelha do Livro Vermelho da Fauna Brasileira Ameaçada de Extinção do Instituto Chico Mendes de Conservação da Biodiversidade (ICMBio).

### Áreas de conservação
No Brasil, o gavião-do-banhado está presente em várias áreas de conservação:
Áreas de Proteção Ambiental (APA)
- Ibirapuitã
- Ilhas e Várzeas do Rio Paraná
- Piracicaba Juquerí-Mirim Área II
- Baixada Maranhense
- Lagoa Verde
- Arquipélago do Marajó
- Banhado Grande
- Escarpa Devoniana
- Ilha do Bananal/Cantão
- Ponta da Baleia/Abrolhos
- Santo Antônio
- Corumbataí-Botucatu-Tejupá – Perímetro Corumbataí

Parques Nacionais (PARNA)
- Emas
- Serra da Canastra
- Boa Nova
- Ilha Grande
- Caparaó
- Descobrimento

Reservas Biológicas (Rebio)
- Mato Grande
- Sooretama
- Perobas

Reservas Particulares do Patrimônio Natural (RPPN)
- Aldeia Ekinox
- Alegrete
- APA da Lagoa
- Bela Vista
- Cachoeira do Cerradão
- Caetezal
- Chakra Grisu
- Ecoparque de Una
- Estância Jatobá
- Estância Santa Inês
- Fazenda América
- Fazenda Barra do Sana
- Fazenda Capão Bonito
- Fazenda Estância Dorochê
- Fazenda Primavera
- Fazenda San Michele
- Fazenda Sayonara
- Gralha-Azul
- Lagoa do Peixe
- Mato Grosso
- Morro das Aranhas
- Parque Ecológico João Basso
- Rancho 55-I
- Rancho Mira-Serra
- Reserva Boca da Mata
- Reserva Ecológica Amadeu Botelho
- Professor Delmar Harry dos Reis
- Santuário de Vida Silvestre Pousada das Araras
- Sítio do Bananal

- Outras unidades
- Cantão
- Veracel
- Raposa Serra do Sol
- Boa Nova
- Campo Bonito